# 密脉柯
密脉柯（学名：Lithocarpus fordianus）是壳斗科柯属的植物，是中国的特有植物。分布在中国大陆的云南、贵州等地，生长于海拔700米至1,500米的地区，多生于常绿阔叶林中以及湿润地方，目前尚未由人工引种栽培。

## 别名
黔粤、黔粤石栎、密腺石栎